# Patricia Martin
Pour les articles homonymes, voir Martin.
Patricia Martin, née le 17 février 1956 à Buenos Aires en Argentine, est une journaliste, critique littéraire, animatrice et productrice de radio française travaillant à France Inter. 

## Biographie

### Formation
Patricia Martin est titulaire d'une maîtrise de lettres. Après ses études, elle devient réalisatrice-radio, notamment à France Inter où elle réalise l'émission de Philippe Meyer Télescopage en 1984 ou encore L'Agenda de... présenté par Nicolas Hulot de 1986 à 1987.

### Carrière de journaliste à France Inter
Patricia Martin débute comme journaliste à France Inter. Elle présente les journaux du matin de 1988 à 1991, puis elle se voit confier la matinale de la station entre 7 h et 9 h : Inter Matin, de 1991 à 1999. Entre septembre 1999 et juin 2005, elle occupe la tranche horaire de 10 h à 11 h dans Alter Ego.
Durant la saison 2005-2006, elle présente l'émission Philofil le dimanche entre 12 h et 12 h 45 . À compter de septembre 2006, Patricia Martin présente du lundi au vendredi la tranche 6 h - 7 h au sein du 5/7 qu'elle partage avec Nicolas Stoufflet. En septembre 2008, à la suite du départ de ce dernier à l'animation du Jeu des 1000 euros, elle reprend la présentation de la tranche complète du lundi au jeudi, Sylvie La Rocca puis Laurence Garcia la remplaçant le vendredi. De janvier 2010 à juin 2010, l'émission s'arrête dès 6 h 30 à la suite de l'allongement de la matinale de Nicolas Demorand.
De septembre 2010 à juin 2021, elle présente le 7/9 du week-end, tout d'abord en duo avec Fabrice Drouelle jusqu'en juin 2014 puis seule avec l'appui de Pierre Weill, qui devient alors rédacteur en chef de l'émission. À partir de septembre 2016, l'émission est augmentée d'une heure et devient le Le Six neuf du week-end, elle co-présente avec Éric Delvauxl'émission de 2017 à 2021.
Durant l'été 2019, elle présente l'émission InterClass', qui sensibilise des collégiens à l'information et aux médias.
Par ailleurs, depuis le début des années 2000, Patricia Martin fait partie de l'« équipe livres » de l'émission de France Inter Le Masque et la Plume animée par Jérôme Garcin.
À partir de la rentrée 2021, elle anime chaque vendredi soir sur France Inter l'émission L'Heure philo consacrée à la réflexion et à la philosophie.

### Autres activités
Patricia Martin a également présenté à la télévision l'émission littéraire et culturelle Ah ! Quels titres avec Philippe Tesson de 1994 à 1995 sur France 3,. 
Elle est également l'un des cinquante membres du comité de parrainage du Mouvement pour une organisation mondiale de l'agriculture, un think-tank français.

## Distinctions
- Chevalière de l'ordre national du Mérite en novembre 2003[12]
- Chevalière de la Légion d'honneur le 30 janvier 2008 pour ses activités radiophoniques[13]
- Prix Roland-Dorgelès, récompensant le rayonnement de la langue française à la radio, lauréate en décembre 2016[14].

## Publication
- Pierre Zémor (conversation menée par Patricia Martin), Le Défi de gouverner, communication comprise — Mieux associer les citoyens ?, Paris, Radio France/L'Harmattan, 8 mars 2007, 272 p. (ISBN 978-2-296-02982-8, lire en ligne)